# Кызыл-Туу (Таласская область)
Кызыл-Туу (кирг. Кызыл-Туу) — село в Таласском районе Таласской области Кыргызстана. Административный центр Джергеталского аильного округа. Код СОАТЕ — 41707 232 810 02 0.

## Население
По данным переписи 2009 года, в селе проживало 3035 человек.